# Tim McIlrath
Timothy J. McIlrath, meglio noto come Tim McIlrath (Indianapolis, 3 novembre 1978), è un cantante e chitarrista statunitense, componente del gruppo melodic hardcore punk/hardcore punk Rise Against.
È straight edge e vegetariano, inoltre sostiene i diritti degli animali ed attivamente promuove il PETA con la sua band.
Già da giovane lesse libri come 1984 di George Orwell e Il mondo nuovo di Aldous Huxley, che influenzarono il suo futuro lavoro. Da bambino studiò in una scuola cattolica. Il suo aspetto è caratterizzato dall'avere un occhio marrone ed uno blu (eterocromia), ben visibile nei video di Re-Education (Through Labor) e di Ready to Fall. Tutti i suoi amici facevano snowboard, così Tim decise di risparmiare 400$ per comprarne uno, ma mentre camminava verso il negozio di snowboard, notò ed entrò in un negozio di chitarre e si innamorò di una "cherry red Gibson SG" comprandola per 425$. Ha frequentato la Northeastern Illinois University a Chicago e si è specializzato in Inglese e Sociologia; lasciò però il college quando incontrò il futuro bassista della band, Joe, il quale gli propose di registrare un certo numero di brani con lui e Mr. Precision (futuro primo chitarrista della band).
Tim è attualmente sposato con Erin Fleming dal 2004 ed hanno due figlie, Blythe e Scarlet. Vivono ad Arlington Heights, IL. (dove ha passato la maggior parte della sua infanzia, frequentando inoltre la scuola cattolica "Our Lady of the Wayside").

## Rise Against
Nel 1999 formò i Rise Against con l'ex bassista degli 88 Fingers Louie, Joe Principe, il chitarrista Dan Precision (alias Mr. Precision) e il batterista Brandon Barnes. Registrarono il loro primo album The Unraveling con la Fat Wreck Chords nel 2001. Nel 2003 il chitarrista Mr. Precision lasciò il gruppo, così Todd Mohney occupò il suo ruolo. Successivamente nello stesso anno pubblicarono il loro secondo album Revolutions per Minute. Hanno costantemente fatto dei tour in America in questo anno, comunque Todd Mohney lasciò il gruppo; per sostituirlo, arrivò Chris Chasse, ex chitarrista dei Reach the Sky si è associato ai Rise Against nel 2004, e pubblicarono il loro nuovo album, debuttato con la Geffen Records, Siren Song of the Counter Culture. Il loro quarto album in studio, The Sufferer & the Witness, è stato pubblicato il 4 luglio 2006. La band lo ha registrato alla Blasting Room nel Fort Collins, Colorado con Bill Stevenson and Jason Livermore, che hanno prodotto Revolutions per Minute e The Sufferer & the Witness.
I Rise Against pubblicheranno il loro nuovo album, Appeal to Reason, il 7 ottobre 2008. La band lo ha registrato con la Blasting Room nel Fort Collins, Colorado con Bill Stevenson e Jason Livermore, che hanno prodotto Revolutions per Minute e The Sufferer & the Witness.
Il 7 settembre 2010 è stato annunciato sul sito ufficiale, per il 5 ottobre 2010, il nuovo della band Another Station: Another Mile. In più, a partire dal 14 settembre 2010, sono iniziate le registrazioni del nuovo album Endgame uscito il 15 marzo 2011. Il disco è prodotto ancora una volta a Fort Collins.

## Impegno con la PETA
Tim è vegetariano, come gli altri membri della band. È costante nel lavoro con la PETA, associazione che combatte per i diritti degli animali. Ha rilasciato molte interviste insieme al resto del gruppo. La band aiuta la PETA offrendogli tempo e denaro e partecipando alle loro manifestazioni.

## Discografia

### Con i Baxter
- 1996 – Troy's Bucket
- 1997 – Lost Voices

### Con gli Arma Angelus
- 2000 – Things We Don't Like We Destroy
- 2001 – Where Sleeplessness Is Rest from Nightmares

### Con i Rise Against
- 2000 – Transistor Revolt
- 2001 – The Unraveling
- 2003 – Revolutions per Minute
- 2004 – Siren Song of the Counter Culture
- 2006 – The Sufferer & the Witness
- 2008 – Appeal to Reason
- 2011 – Endgame
- 2014 – The Black Market
- 2017 – Wolves